# Wacław Konopko
Wacław Konopko (ur. 27 marca 1897 w Dobruszu, zm. 10 maja 1922 Wilnie) – żołnierz armii rosyjskiej, Wojska Polskiego na Wschodzie, oddziałów kresowej samoobrony, oficer Wojska Polskiego w II Rzeczypospolitej, kawaler Orderu Virtuti Militari.

## Życiorys
Urodził się w rodzinie Stanisława i Marii z Mazurskich. Absolwent gimnazjum w Wilnie, student Instytutu Technologicznego w Piotrogrodzie. W kwietniu 1916 wcielony do armii rosyjskiej. W 1917 przeszedł do I Korpusu Polskiego gen. Józefa Dowbora Muśnickiego i otrzymał przydział do pułku ułanów dowodzonego przez płk. Bolesława Mościckiego. Po rozwiązaniu korpusu wstąpił do oddziałów samoobrony kresowej i bronił Wilna przed oddziałami Armii Czerwonej.
Już w szeregach 13 pułku Ułanów Wileńskich walczył na frontach wojny polsko-bolszewickiej. W 1920 został adiutantem w 3 pułku saperów. W lipcu 1920 podczas obrony Wilna, w ogniu walk ulicznych wycofał bez strat 2 kompanię wraz z taborami. Pod Kowalami  na czele 2 kompanii bronił odcinka przed liczniejszymi oddziałami nieprzyjaciela. W wyniku walki został ranny. Za bohaterstwo w walce odznaczony został Krzyżem Srebrnym Orderu Virtuti Militari.
3 maja 1922 został zweryfikowany w stopniu porucznika ze starszeństwem z dniem 1 czerwca 1919 i 142. lokatą w korpusie oficerów inżynierii i saperów. Siedem dni później zginął w wypadku samochodowym w Wilnie, pochowany Na Rossie.

## Ordery i odznaczenia
- Krzyż Srebrny Orderu Virtuti Militari nr 5538 – pośmiertnie 4 sierpnia 1922[3]
- Krzyż Walecznych